# Alex Coomber
Alexandra "Alex" Andrea Coomber (nome de solteira: Alexandra Hamilton; Antuérpia, Bélgica, 28 de dezembro de 1973) é uma piloto de skeleton britânica. Ela conquistou uma medalha de bronze olímpica em 2002.